# Parc de la maison de la radio
Le parc de la maison de la radio (en suédois : Radiohusparken) est un parc du quartier de Östermalm à Stockholm en Suède.

## Description
Le parc Radiohusparken est situé entre Oxenstiernsgatan et Gärdesgatan dans le quartier de la  Maison de la Télévision (sv) et de la Maison de la Radio (sv) à Östermalm.
Le parc n'est pas accessible au public car il est situé dans une zone de protection civile clôturé.
Le parc de la Maison de la Radio a été construit en même temps que la Maison de la Radio (sv) et de la Maison de la Télévision (sv) dans les années 1960 et 1970.
Dans le parc se trouvent les vestiges des bâtiments des activités militaires que le laboratoire du régiment d'artillerie de Svea (sv) y avait jusqu'à la fin du XIXème siècle.
Trois bâtiments de cette époque subsistent encore : l'entrepôt Karl Johansförrådet, la cave à poudre Krutkällaren et le Stora Stenskjulet, long de 110 mètres.
Tous trois sont des bâtiments classés, rénovés et protégés par la loi, et sont utilisés par la radio suédoise.
Le parc a été conçu par l'architecte paysagiste Walter Bauer, qui a réussi à intégrer le parc de manière naturelle avec les bâtiments historiques et modernes.
Entre le Stora Stenskjulet et la Maison de la Radio se trouve une ancienne fondation de bâtiment où quelques bancs ont été placés.
Le parc est caractérisé abrite de vieux arbres à feuilles caduques et une prairie de type pâturage.
Le parc est orné d'un buste en bronze de Thomas Qvarsebo représentant Lennart Hyland.
Il a été créé après une collecte de fonds en 1993 et était initialement situé à l'entrée de la maison de la radio depuis Oxenstiernsgatan, mais a été déplacé dans le parc en 2006.
Entre la Maison de la Radio et le Berwaldhallen (sv) se trouve une partie plus ancienne du parc, aménagée au tournant du siècle. Le terrain est vallonné et sur une colline, entourée de sentiers de parc, se dresse la pierre commémorative du régiment d'artillerie de Göta.
À l'est se trouve le cimetière du régiment d'artillerie avec une cinquantaine de pierres tombales.

## Galerie

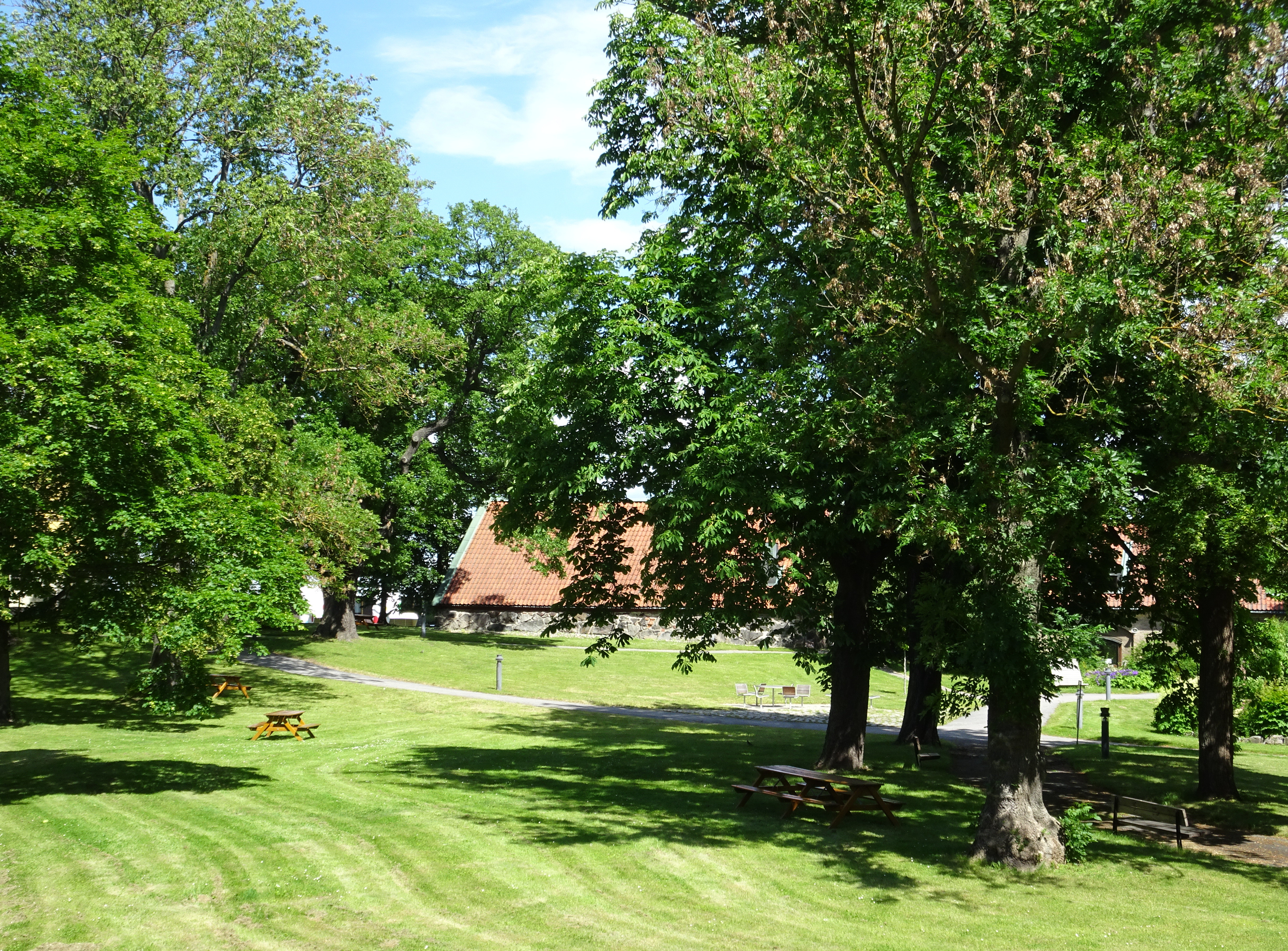
Vue du parc.
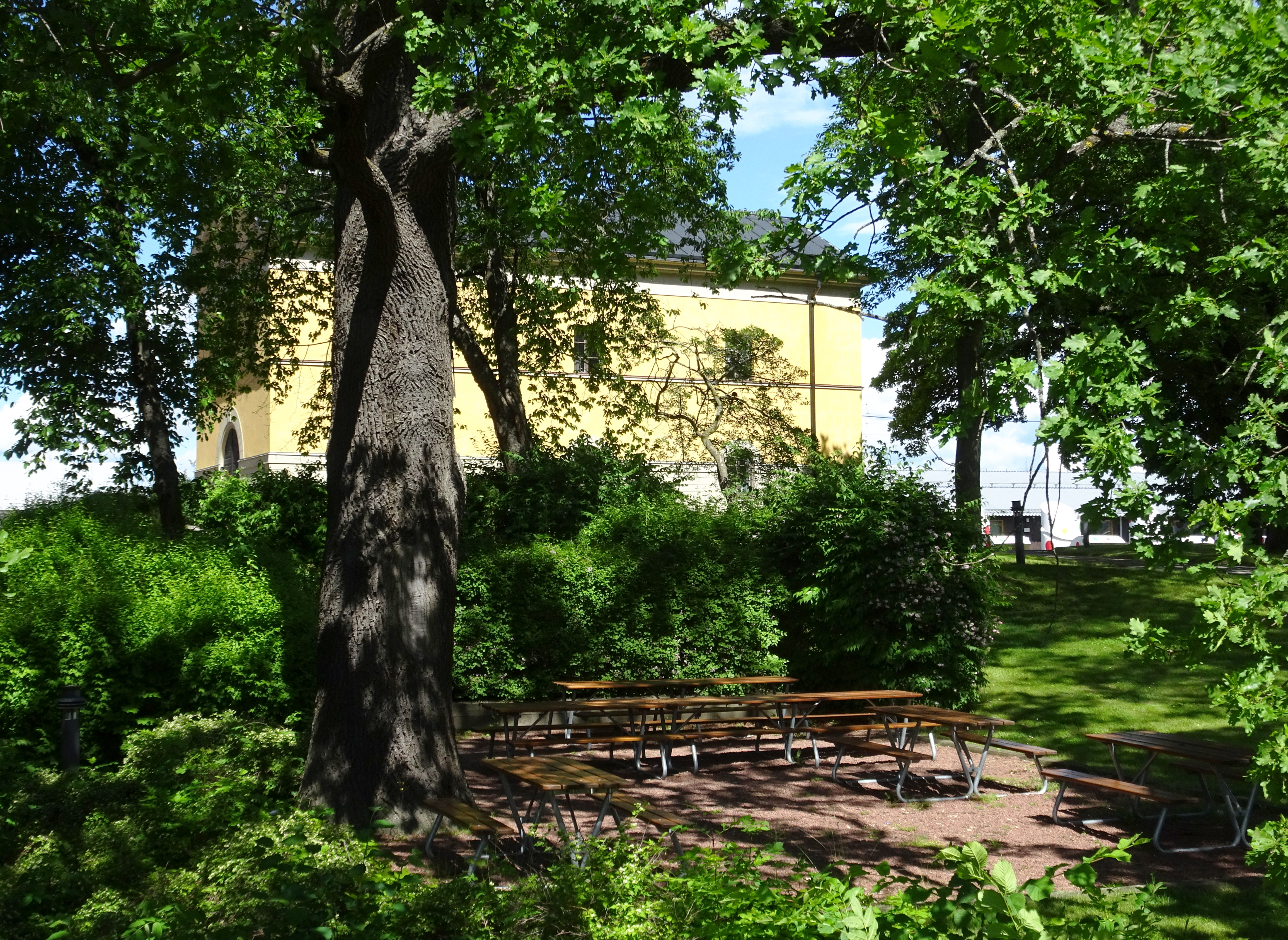
Vue du parc.
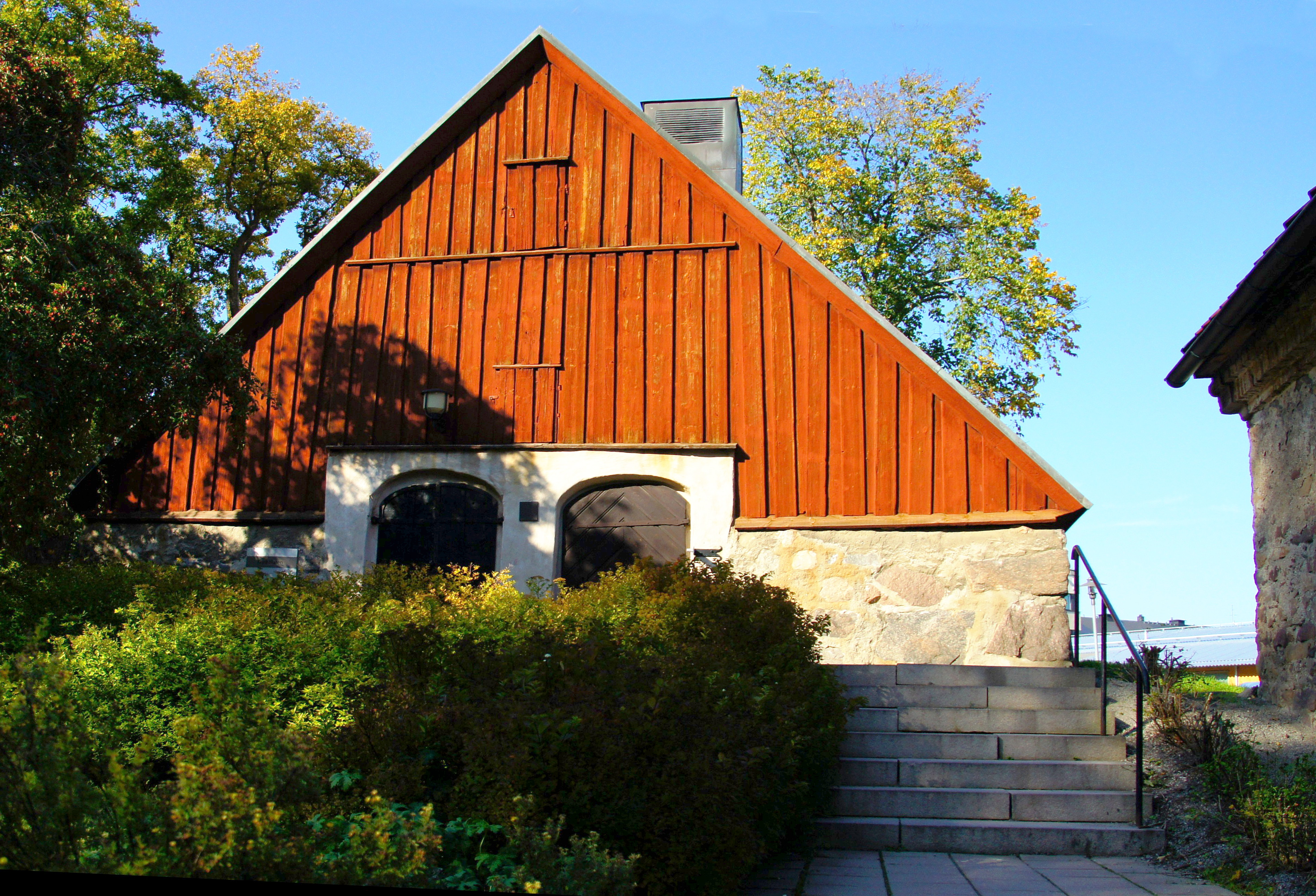
La cave à poudre.
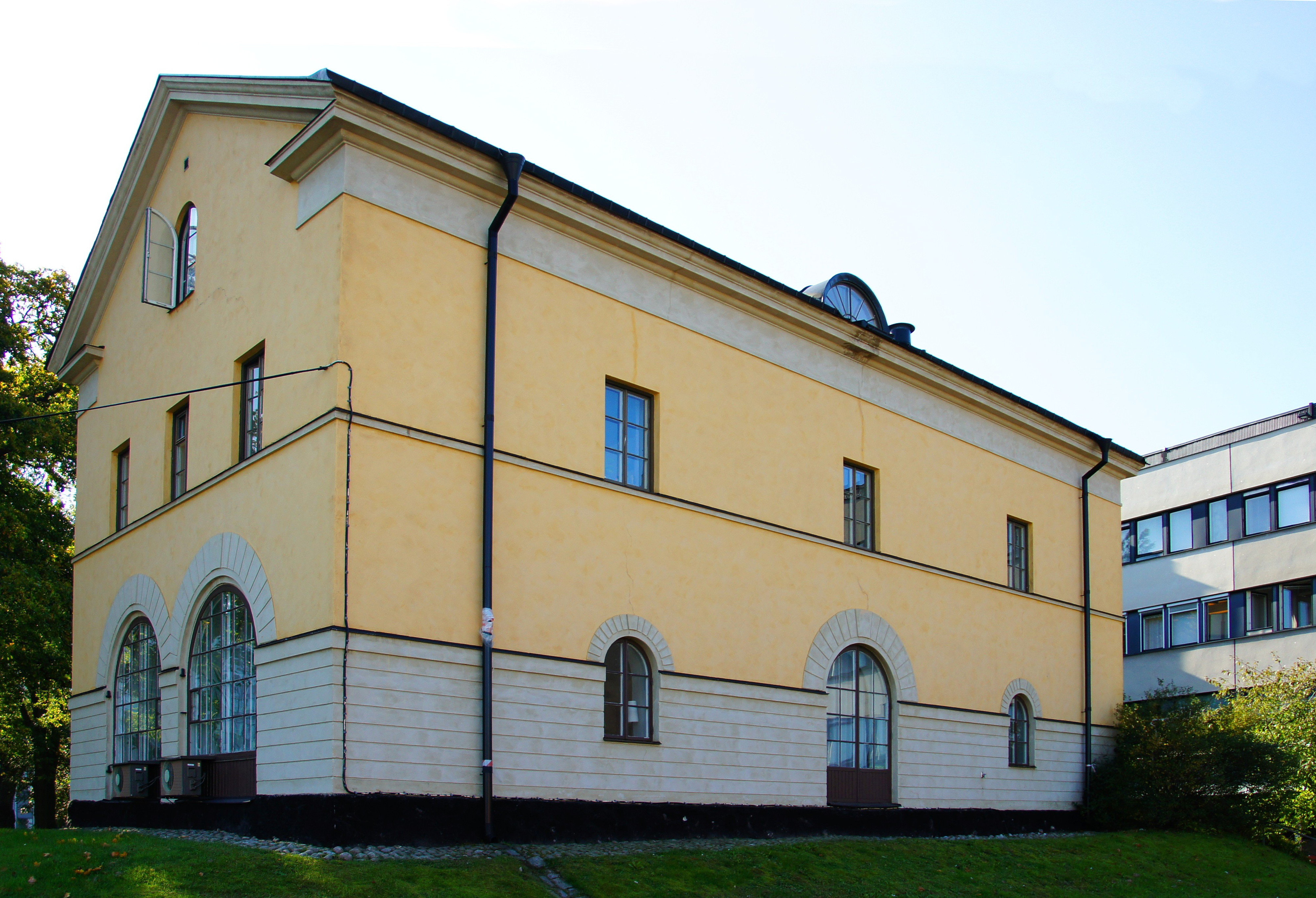
Karl Johansförrådet.

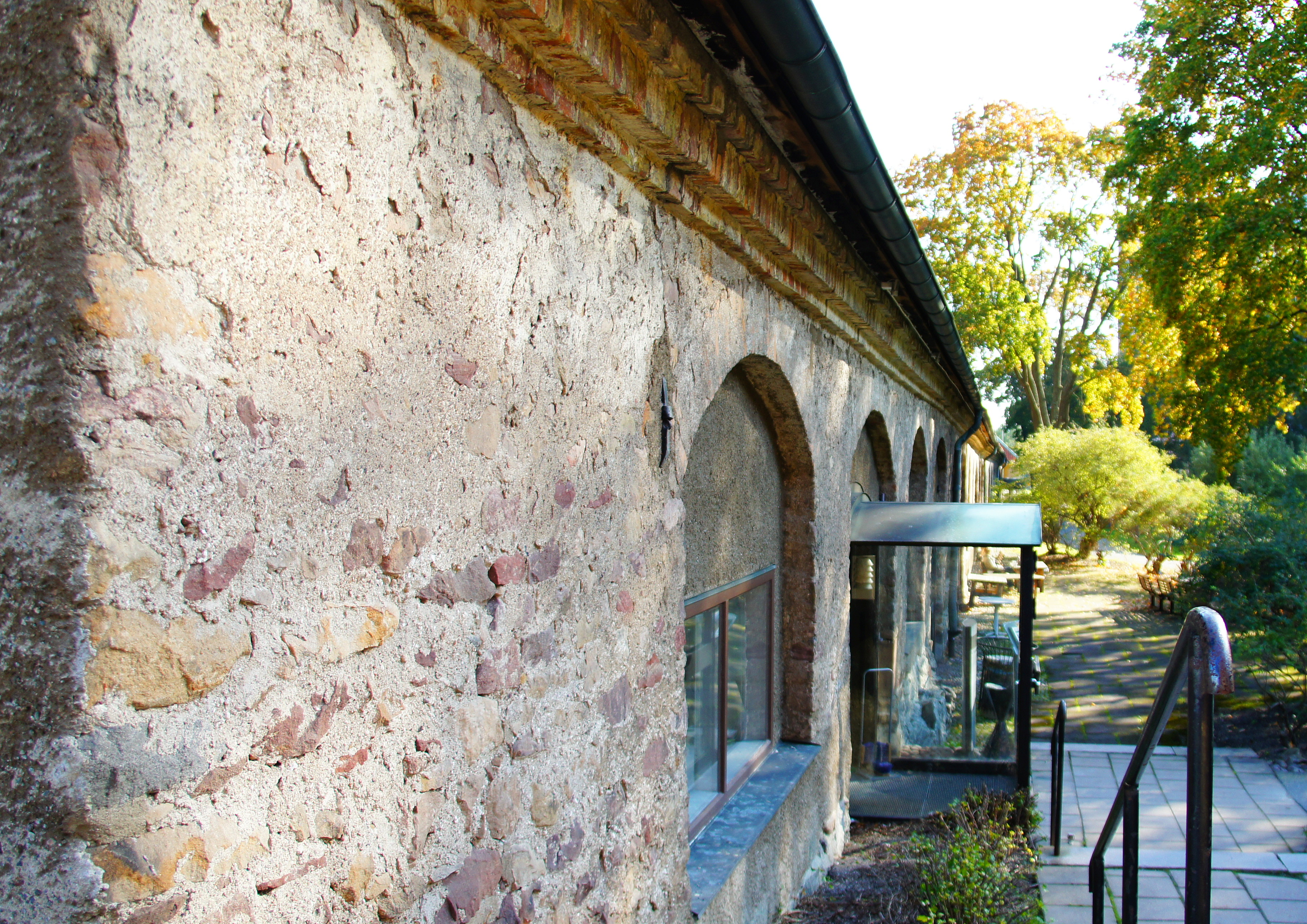
Stora Stenskjulet.
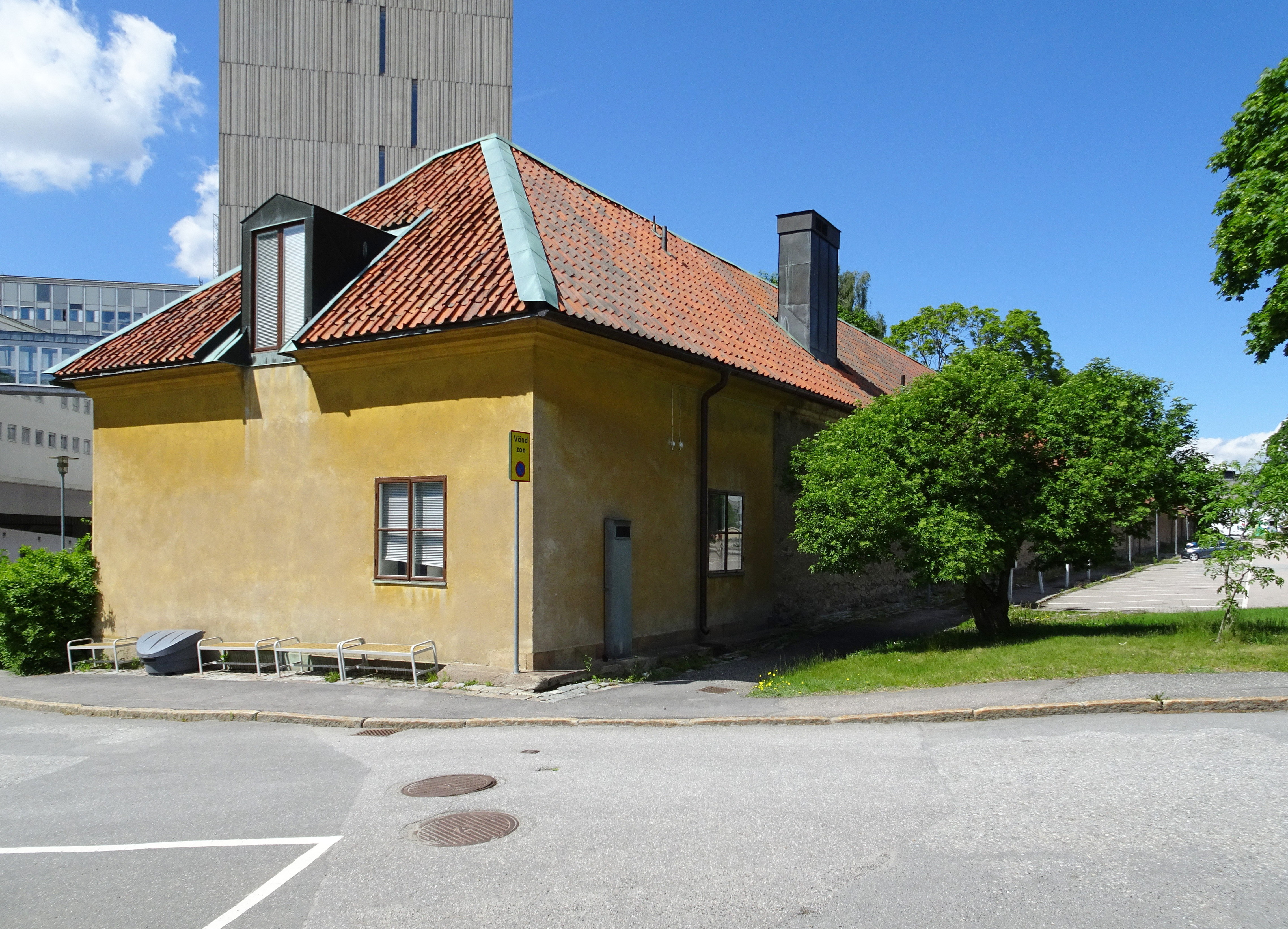
Stora Stenskjulet.
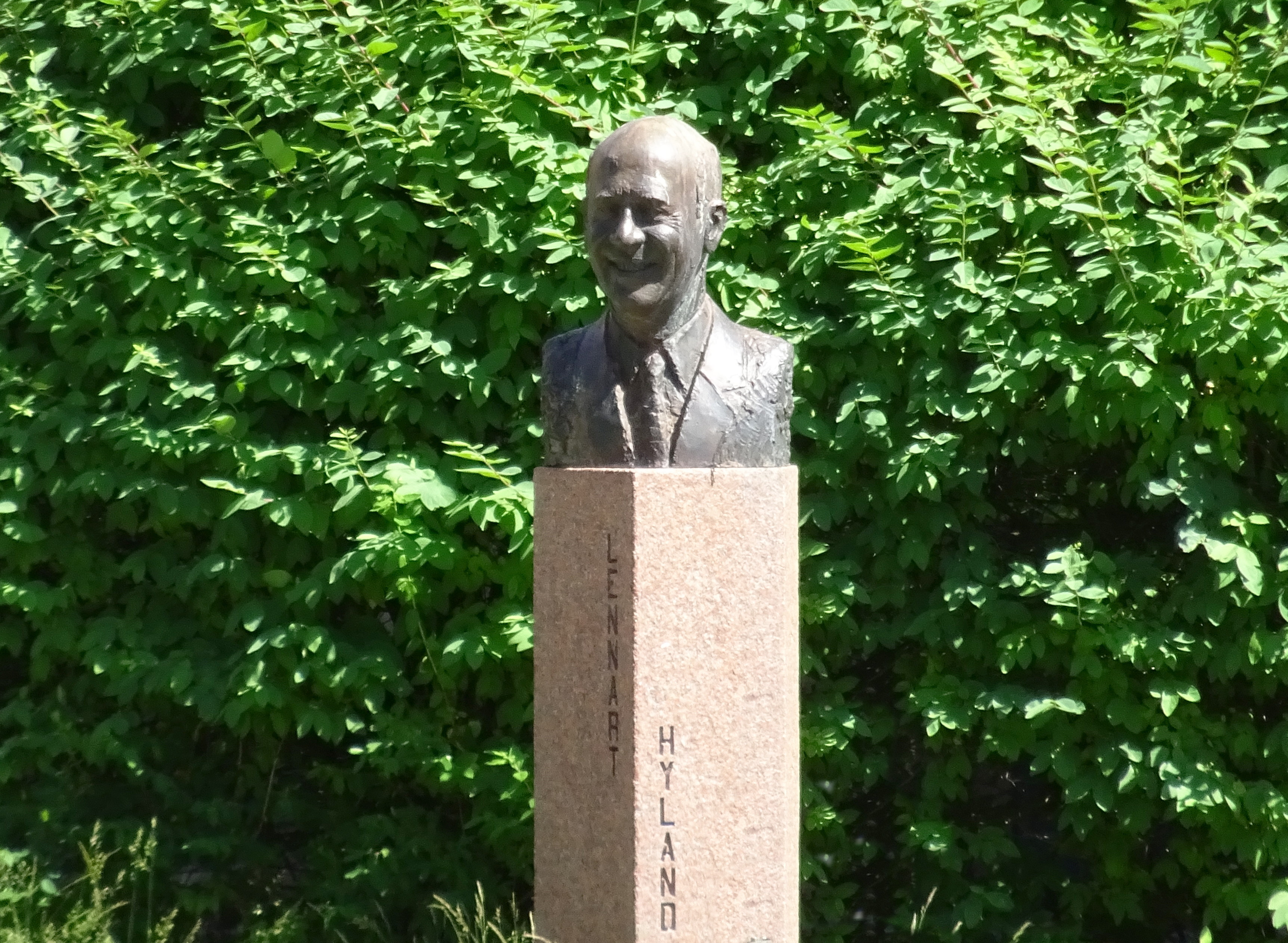
Buste de Lennart Hyland.
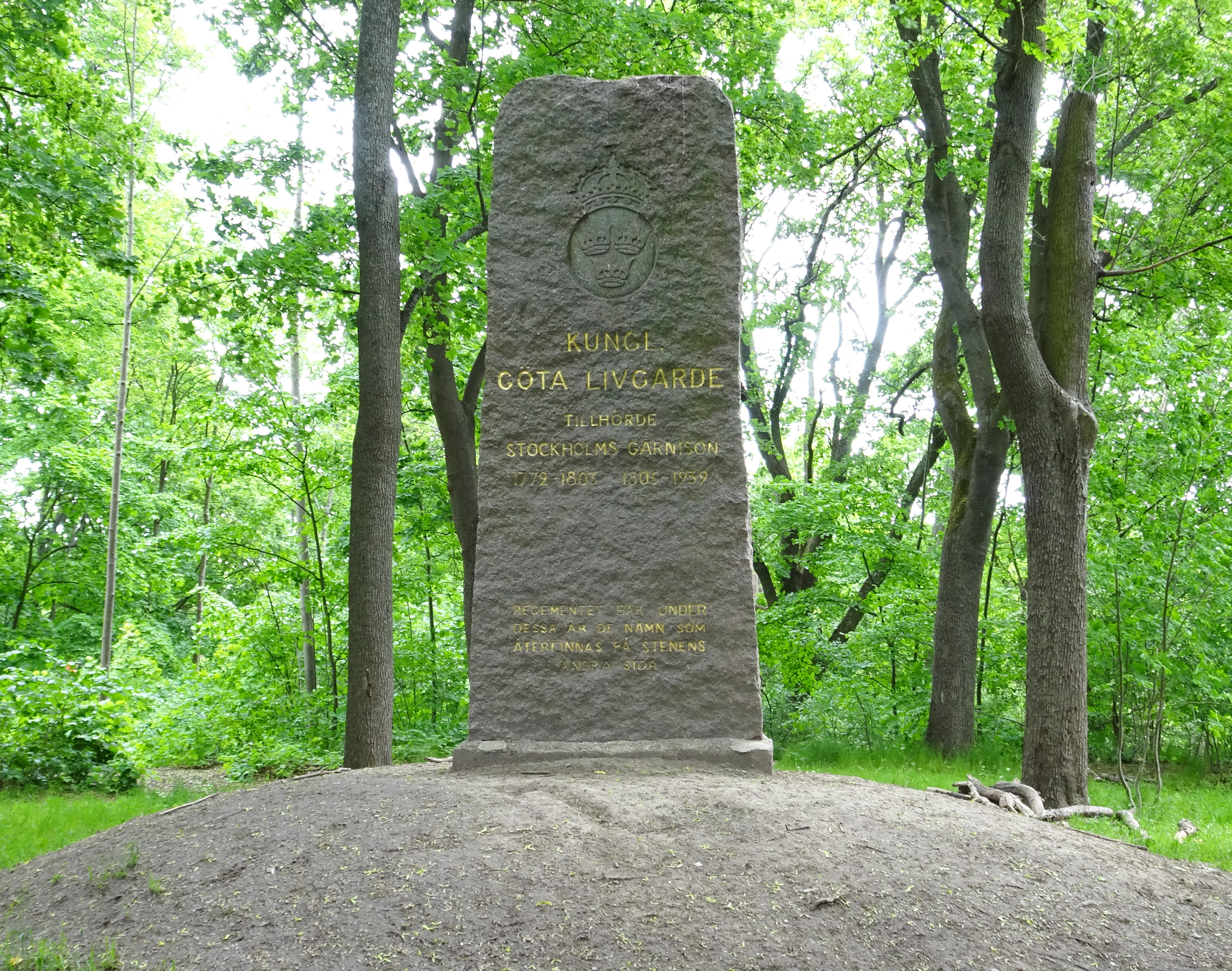
Pierre commémorative.